# 60e cérémonie des Golden Globes
La 60e cérémonie des Golden Globes, récompensant les films et séries diffusés en 2002 et les professionnels s'étant distingués cette année-là, a eu lieu le 19 janvier 2003 au Beverly Hilton Hotel de Beverly Hills.

## Palmarès
Les lauréats sont indiqués ci-dessous en premier de chaque catégorie et en caractères gras.

### Cinéma

#### Meilleur film dramatique
- The Hours
  - Monsieur Schmidt (About Schmidt)
  - Le Seigneur des anneaux : Les Deux Tours (The Lord of the Rings: The Two Towers)
  - Gangs of New York
  - Le Pianiste (The Pianist)

#### Meilleur film musical ou comédie
- Chicago
  - Pour un garçon (About a Boy)
  - Adaptation.
  - Mariage à la grecque (My Big Fat Greek Wedding)
  - Nicholas Nickleby

#### Meilleur réalisateur
- Martin Scorsese pour Gangs of New York
  - Stephen Daldry pour The Hours
  - Peter Jackson pour Le Seigneur des anneaux : Les Deux Tours (The Lord of the Rings: The Two Towers)
  - Spike Jonze pour Adaptation.
  - Rob Marshall pour Chicago
  - Alexander Payne pour Monsieur Schmidt (About Schmidt)

#### Meilleur acteur dans un film dramatique
- Jack Nicholson pour le rôle de Warren Schmidt dans Monsieur Schmidt (About Schmidt)
  - Adrien Brody pour le rôle de Władysław Szpilman dans Le Pianiste (The Pianist)
  - Michael Caine pour le rôle de Thomas Fowler dans The Quiet American
  - Daniel Day-Lewis pour le rôle de William « Bill » Cutting dans Gangs of New York
  - Leonardo DiCaprio pour le rôle de Frank Abagnale, Jr. dans Arrête-moi si tu peux (Catch Me If You Can)

#### Meilleure actrice dans un film dramatique
- Nicole Kidman pour le rôle de Virginia Woolf dans The Hours
  - Salma Hayek pour le rôle de Frida Kahlo dans Frida
  - Diane Lane pour le rôle de Connie Sumnerdans Infidèle (Unfaithful)
  - Julianne Moore pour le rôle de Cathy Whitaker dans Loin du paradis (Far from Heaven)
  - Meryl Streep pour le rôle de Clarissa Vaughan dans The Hours

#### Meilleur acteur dans un film musical ou une comédie
- Richard Gere pour le rôle de Billy Flynn dans Chicago
  - Nicolas Cage pour le rôle de Charlie/Donald Kaufman dans Adaptation.
  - Kieran Culkin pour le rôle de Jason "Igby" Slocumb dans Igby (Igby Goes Down)
  - Hugh Grant pour le rôle de Will Freeman dans Pour un garçon (About a Boy)
  - Adam Sandler pour le rôle de Barry Egan dans Punch-Drunk Love

#### Meilleure actrice dans un film musical ou une comédie
- Renée Zellweger pour le rôle de Roxie Hart dans Chicago
  - Maggie Gyllenhaal pour le rôle de Lee Holloway dans La Secrétaire (Secretary)
  - Goldie Hawn pour le rôle de Suzette dans Sex fans des sixties (The Banger Sisters)
  - Nia Vardalos pour le rôle de Fotoula « Toula » Portokalos dans Mariage à la grecque (My Big Fat Greek Wedding)
  - Catherine Zeta-Jones pour le rôle de Velma Kelly dans Chicago

#### Meilleur acteur dans un second rôle
- Chris Cooper pour le rôle de John Laroche dans Adaptation
  - Ed Harris pour le rôle de Richard "Richie" Brown dans The Hours
  - Paul Newman pour le rôle de John Rooney dans Les Sentiers de la perdition (Road to Perdition)
  - Dennis Quaid pour le rôle de Frank Whitakerdans Loin du paradis (Far from Heaven)
  - John C. Reilly pour le rôle de Amos Hart dans Chicago

#### Meilleure actrice dans un second rôle
- Meryl Streep pour le rôle de Susan Orlean dans Adaptation.
  - Kathy Bates pour le rôle de Roberta Hertzel dans Monsieur Schmidt (About Schmidt)
  - Cameron Diaz pour le rôle de Jenny Everdeane dans Gangs of New York
  - Queen Latifah pour le rôle de Mama Morton dans Chicago
  - Susan Sarandon pour le rôle de Mimi Slocumb dans Igby (Igby Goes Down)

#### Meilleur scénario
- Monsieur Schmidt (About Schmidt) – Alexander Payne et Jim Taylor
  - Adaptation. – Charlie Kaufman et Donald Kaufman
  - Chicago – Bill Condon
  - Loin du paradis (Far from Heaven) – Todd Haynes
  - The Hours – David Hare

#### Meilleure chanson originale
- The Hands That Built America interprétée par U2 – Gangs of New York
  - Lose Yourself interprétée par Eminem – 8 Mile
  - Die Another Day interprétée par Madonna – Meurs un autre jour (Die Another Day)
  - Here I Am interprétée par Bryan Adams – Spirit, l'étalon des plaines (Spirit: Stallion of the Cimarron)
  - Father and Daughter interprétée par Paul Simon – La Famille Delajungle (The Wild Thornberrys)

#### Meilleure musique de film
- Frida – Elliot Goldenthal
  - La 25e Heure (25th Hour) – Terence Blanchard
  - Loin du paradis – Elmer Bernstein
  - The Hours – Philip Glass
  - Le Chemin de la liberté (Rabbit-Proof Fence) – Peter Gabriel

#### Meilleur film étranger
- Parle avec elle (Hable con ella) •  Espagne
  - Balzac et la Petite Tailleuse chinoise •  France
  - La Cité de Dieu (Cidade de Deus) •  Brésil
  - Le Crime du père Amaro (El crimen del Padre Amaro) •  Mexique
  - Hero (英雄) •  Chine
  - Nowhere in Africa (Nirgendwo in Afrika) •  Allemagne

### Télévision

#### Meilleure série dramatique
- The Shield
  - 24 heures chrono (24)
  - Six Feet Under (Six Feet Under)
  - Les Soprano (The Sopranos)
  - À la Maison-Blanche (The West Wing)

#### Meilleure série musicale ou comique
- Larry et son nombril (Curb Your Enthusiasm)
  - Friends
  - Les Simpson (The Simpsons)
  - Sex and the City
  - Will et Grace (Will & Grace)

#### Meilleure mini-série ou meilleur téléfilm
- The Gathering Storm
  - En direct de Bagdad (Live from Baghdad)
  - Path to War
  - Disparition (Taken)
  - Shackleton

#### Meilleur acteur dans une série dramatique
- Michael Chiklis pour le rôle de Victor Mackey dans The Shield
  - James Gandolfini pour le rôle de Tony Soprano dans Les Soprano (The Sopranos)
  - Peter Krause pour le rôle de Nate Fisher dans Six Feet Under (Six Feet Under)
  - Martin Sheen pour le rôle de Josiah Edward Bartlet dans À la Maison-Blanche (The West Wing)
  - Kiefer Sutherland pour le rôle de Jack Bauer dans 24 heures chrono (24) ♕

#### Meilleure actrice dans une série dramatique
- Edie Falco pour le rôle de Carmela Soprano dans Les Soprano (The Sopranos)
  - Jennifer Garner pour le rôle de Sydney Bristow dans Alias ♕
  - Rachel Griffiths pour le rôle de Brenda Chenowith dans Six Feet Under (Six Feet Under)
  - Marg Helgenberger pour le rôle de Catherine Willows dans Les Experts (C.S.I.)
  - Allison Janney pour le rôle de C.J. Cregg dans À la Maison-Blanche (The West Wing)

#### Meilleur acteur dans une série musicale ou comique
- Tony Shalhoub pour le rôle d'Adrian Monk dans Monk
  - Larry David pour le rôle de Larry David dans Larry et son nombril (Curb Your Enthusiasm)
  - Matt LeBlanc pour le rôle de Joey Tribbiani dans Friends
  - Bernie Mac pour le rôle de Bernie dans The Bernie Mac Show
  - Eric McCormack pour le rôle de Will Truman dans Will et Grace (Will & Grace)

#### Meilleure actrice dans une série musicale ou comique
- Jennifer Aniston pour le rôle de Rachel Green dans Friends
  - Bonnie Hunt pour le rôle de Bonnie dans Life with Bonnie
  - Jane Kaczmarek pour le rôle de Loïs dans Malcolm (Malcolm in the Middle)
  - Debra Messing pour le rôle de Grace Adler dans Will et Grace (Will & Grace)
  - Sarah Jessica Parker pour le rôle de Carrie Bradshaw dans Sex and the City ♕

#### Meilleur acteur dans une mini-série ou un téléfilm
- Albert Finney pour le rôle de Winston Churchill dans The Gathering Storm
  - Michael Gambon pour le rôle de Lyndon B. Johnson dans Path to War
  - Michael Keaton pour le rôle de Robert Wiener dans En direct de Bagdad (Live from Baghdad)
  - William H. Macy pour le rôle de Bill Porter dans Une question de courage (Door to Door)
  - Linus Roache pour le rôle de Robert F. Kennedy dans RFK

#### Meilleure actrice dans une mini-série ou un téléfilm
- Uma Thurman pour le rôle de Debby Miller dans Debby Miller, une fille du New Jersey (Hysterical Blindness)
  - Helena Bonham Carter pour le rôle d'Ingrid Formanek dans En direct de Bagdad (Live from Baghdad)
  - Shirley MacLaine pour le rôle de Mary Kay Ash dans Hell on Heels: The Battle of Mary Kay
  - Helen Mirren pour le rôle de Madame Porter dans Une question de courage (Door to Door)
  - Vanessa Redgrave pour le rôle de Clementine Churchill dans The Gathering Storm

#### Meilleur acteur dans un second rôle dans une série, une mini-série ou un téléfilm
- Donald Sutherland pour le rôle de Clark M. Clifford dans Path to War
  - Alec Baldwin pour le rôle de Robert McNamara dans Path to War
  - Jim Broadbent pour le rôle de Desmond Morton dans The Gathering Storm
  - Bryan Cranston pour le rôle de Hal dans Malcolm (Malcolm in the Middle)
  - Sean Hayes pour le rôle de Jack McFarland dans Will et Grace (Will & Grace)
  - Dennis Haysbert pour le rôle de David Palmer dans 24 heures chrono (24)
  - Michael Imperioli pour le rôle de Christopher Moltisanti dans Les Soprano (The Sopranos)
  - John Spencer pour le rôle de Leo McGarry dans À la Maison-Blanche (The West Wing)
  - Bradley Whitford pour le rôle de Josh Lyman dans À la Maison-Blanche (The West Wing)

#### Meilleure actrice dans un second rôle dans une série, une mini-série ou un téléfilm
- Kim Cattrall pour le rôle de Samantha Jones dans Sex and the City
  - Megan Mullally pour le rôle de Karen Walker dans Will et Grace (Will & Grace)
  - Cynthia Nixon pour le rôle Miranda Hobbes dans Sex and the City
  - Parker Posey pour le rôle de Jinger Heath dans Hell on Heels: The Battle of Mary Kay
  - Gena Rowlands pour le rôle de Virginia Miller dans Debby Miller, une fille du New Jersey (Hysterical Blindness)

### Spéciales

#### Cecil B. DeMille Award
- Gene Hackman

#### Mr. Golden Globe
- A.J. Lamas

#### Miss Golden Globe
- Dominik García-Lorido

## Récompenses et nominations multiples

### Nominations multiples

#### Cinéma
8  : Chicago
 7  : The Hours
 6  : Adaptation.
 5  : Monsieur Schmidt, Gangs of New York
 4  : Loin du paradis
 2  : Igby, Frida, Mariage à la grecque, Pour un garçon, Le Pianiste, Le Seigneur des anneaux : Les Deux Tours

#### Télévision
5  : À la Maison-Blanche
 4  : The Gathering Storm, Path to War, Sex and the City, Les Soprano
 3  : Friends, En direct de Bagdad, Six Feet Under, 24 heures chrono
 2  : The Shield, Malcolm, Larry et son nombril, Hell on Heels: The Battle of Mary Kay, Debby Miller, une fille du New Jersey, Une question de courage

#### Personnalités
2  : Alexander Payne, Meryl Streep

### Récompenses multiples
Légende : Nombre de récompenses/Nombre de nominations

#### Cinéma
3 / 8 : Chicago
2 / 5 : Monsieur Schmidt, Gangs of New York
2 / 6 : Adaptation
2 / 7 : The Hours

#### Télévision
2 / 2 : The Shield
2 / 4 : The Gathering Storm

#### Personnalités
Aucune

### Les grands perdants

#### Cinéma
0 / 4  : Loin du paradis

#### Télévision
0 / 5 : À la Maison-Blanche, Will et Grace